# Charles René Augustin Léclancher
Charles René Augustin Léclancher est un chirurgien de marine, né le 29 mars 1804 à Alexandrie (Piémont) et mort le 7 avril 1857 à Cherbourg,.
En service de 1828 à 1853, il participe à plusieurs missions dont celle de La Vénus commandée par Abel Aubert Du Petit-Thouars (1793–1864) et de La Favorite de 1841 à 1844 dans le golfe du Bengale. Il en rapporte 11 mammifères et 232 oiseaux. Il voyage aussi en Arabie et au Japon vers 1841. Il a été décoré de la Légion d'honneur.
Deux espèces lui ont été dédiées : le passerin arc-en-ciel (Passerina leclancherii) par Frédéric de Lafresnaye (1783-1861) en 1840 et le ptilope de Leclancher (Ptilinopus leclancheri) par Charles-Lucien Bonaparte (1803-1857) en 1855.

## Source
- Bo Beolens et Michael Watkins (2003). Whose Bird? Common Bird Names and the People They Commemorate. Yale University Press (New Haven et Londres).
- Claire Voisin, Jean-François Voisin, Christian Jouanin et Roger Bour (2005). Liste des types d’oiseaux des collections du Muséum national d’histoire naturelle de Paris. 14 : Pigeons (Columbidae), deuxième partie. Zoosystema, 27 (4) : 839-866.